# Šen-čou 19
Šen-čou 19 (čínsky  神舟十九号; doslova „Božská loď číslo devatenáct“) byl 14. čínský pilotovaný vesmírný let v programu Šen-čou. Současně šlo o 8. misi určenou k dopravě tříčlenné posádky na čínskou Vesmírnou stanici Tchien-kung (TSS). Začala startem 29. října 2024 a po půlročním letu skončila přistáním 30. dubna 2025.

## Posádka
Přestože byla posádka podle čínských médií určena na konci února 2024, s oznámením jmen jejích členů agentura CMSA vyčkávala – podle již zavedeného zvyku – na poslední den před startem.
Hlavní posádka:
- Cchaj Sü-če (2), velitel, CMSA
- Sung Ling-tung (1), pilot, CMSA
- Wang Chao-ce (1), letová inženýrka, CMSA

(v závorkách je uveden celkový počet letů do vesmíru včetně této mise)
Velitel Cchaj poprvé pobýval na TSS od června do prosince 2022 během mise Šen-čou 14. Stejně jako Sung je pilotem čínské Lidové osvobozenecké armády. Wang byla inženýrkou v oboru raketových pohonů a je jedinou ženou ve 3. skupině čínských kosmonautů vybrané v roce 2020.

## Šen-čou a Čchang-čeng 2F
Kosmickou loď Šen-čou vyvíjela v několika etapách od 80. let 20. století, ale hlavním impulsem se v roce 1995 stalo zakoupení ruské technologie pro pilotované kosmické lety. Po něm Čína vytvořila několik prototypů, v letech 1999 až 2002 vypustila čtyři testovací lodě a od roku 2003 sbírá zkušenosti s lety s posádkou. Od roku 2021 lodě Šen-čou dopravují čínské kosmonauty na Vesmírnou stanici Tchien-kung.
Loď o celkové délce 8,86 metru a maximálním průměru 2,8 metru dosahuje vzletové hmotnosti 7 790 kg. Skládá se ze tří částí: válcového hermetizovaného orbitálního modulu s vnitřním objemem 8 m3, hermetizovaného návratového modulu oble-kuželovitého tvaru o výšce 2,5 m, maximálním průměru 2,5 m a s vnitřním prostorem o objemu 6 m3, a válcového nehermetizovaného pohonného modulu nesoucího hlavní korekční a brzdicí motor a 24 trysek pro orientaci a stabilizaci lodi na dráze.
S lodí Šen-čou 16 spatřila světlo světa nová výrobní série šesti kusů lodi, na níž byla provedena různá vylepšení včetně moderní palubní desky a dosažen vyšší podíl domácího (čínského) hardwaru..
Řadu nosných raket Čchang-čeng (Dlouhý pochod) doprovází čínský kosmický program už od jeho prvního kosmického letu v roce 1970, vyvinuto přitom byl pro různé účely přes 20 verzí. Jednou z nich je i varianta 2F, která slouží k vynášení kosmických lodí Šen-čou na nízkou oběžnou dráhu kolem Země a v podvariantě 2F/G vynesla také dvě testovací vesmírné laboratoře Tchien-kung 1 a 2. Dvoustupňová raketa se čtyřmi přídavnými motory ve spodní části prvního stupně dosahuje výšky 62 m, nejvyšší průměr je 3,35 m bez přídavných motorů a 7,85 m s nimi. Startovní hmotnost je 464 tun.

## Průběh letu
Start z kosmodromu Ťiou-čchüan se uskutečnil 29. října 2024 v 20:27:34 UTC. Loď se podle plánu po 6,5 hodinách letu, 30. října v 03:00 UTC, připojila přes přední port jádrového modulu Tchien-che k Vesmírné stanici Tchien-kung (TSS). Trojice kosmonautů o necelé dvě hodiny později, v 04:51 UTC, po nezbytných testech a otevření poklopů vstoupila na palubu stanice a setkala se s její dosavadní posádkou, kterou tvoří Jie Kuang-fu, Li Cchung a Li Kuang-su. Po předání stanice a rozpracovaných úkolů nové posádce odletěl dosavadní tříčlenný tým 3. listopadu 2024 ve své lodi Šen-čou 18 zpět na Zemi.
Nově příchozí kosmonauti se tak stali 8. dlouhodobou posádkou TSS. Během mise provedli řadu vědeckých experimentů a Cchaj se Sungem třikrát vystoupili do volného prostoru, kde především instalovali součásti systému ochrany proti kosmickému smětí a obsluhovali vědecké experimenty na povrchu stanici. Jejich hned první výstup 17. prosince 2024 se s 9 hodinami a 6 minutami délky stal nejdelším výstupem do vesmíru v historii kosmonautiky.
Stanici a rozpracované úkoly Cchaj se svou posádkou 27. dubna 2025 formálně předali svým nástupcům z lodi Šen-čou 20. Na Zemi se měli vrátit o dva dny později, ale z důvodu nevhodného počasí v místě přistání byl jejich odlet ze stanice o den odložen. Proto se od ní odpojili až 29. dubna 2025 ve 20:00 UTC a v přistávací oblasti Dong-feng ve Vnitřním Mongolsku dosedli 30. dubna kolem 05:08:13 UTC. V kabině s sebou přivezli 102 vzorků z 88 provedených vědeckých výzkumů a experimentů.